# Crkveni glazbenik
Crkveni glazbenik naziv je za osobu koja pjevanjem, sviranjem (orgulja, glasovira), zborovođenjem ili dirigiranjem sudjeluje u katoličkoj liturgiji, nerijetko glazbenim i redovničkim zvanjem vezanu uz život i rad Crkve. U srednjem vijeku, baroku i renesansi crkvenim su glazbenicima bili najveća glazbena imena toga vremena, poput Palestrine, Bacha, Mozarta, Haydna i Beethovena, najčešće u ulozi orguljaša i zborovođa (kor-majstora).
Zaštitnica crkvenih glazbenika je sv. Cecilija. Začetnikom se uzima Palestrina. Vrhovne ustanove za izobrazbu crkvenih glazbenika su Papinski institut za crkvenu glazbu u Regensburgu te isti na sveučilištu Gregoriana.